# ميكي سوليفان
ميكي سوليفان (بالإنجليزية: Mickey Sullivan)‏ هو لاعب كرة قدم أمريكية أمريكي، ولد في 6 فبراير 1932 في أرانسس باس في الولايات المتحدة، وتوفي في 22 مارس 2012.